# Zomayo
Zomayo är en ort i Mexiko.   Den ligger i kommunen Jerécuaro och delstaten Guanajuato, i den södra delen av landet, 160 km nordväst om huvudstaden Mexico City. Zomayo ligger 2 030 meter över havet och antalet invånare är 389.
Terrängen runt Zomayo är platt västerut, men österut är den kuperad. Terrängen runt Zomayo sluttar västerut. Runt Zomayo är det ganska tätbefolkat, med 78 invånare per kvadratkilometer. Närmaste större samhälle är Jerécuaro, 4,3 km nordväst om Zomayo. Trakten runt Zomayo består till största delen av jordbruksmark.